# 第54回天皇杯全日本サッカー選手権大会
第54回天皇杯全日本サッカー選手権大会（だい54かいてんのうはいぜんにほんサッカーせんしゅけんたいかい）は、1974年（昭和49年）12月8日から1975年（昭和50年）1月1日まで開かれた天皇杯全日本サッカー選手権大会である。

## 概要
- 本大会出場は26チーム。

## 出場チーム

### 日本サッカーリーグ1部
- 東洋工業（23回目）
- 新日本製鐵（18回目）
- 古河電工（11回目）
- 日立製作所（10回目）
- 三菱重工（10回目）
- ヤンマー（7回目）
- 日本鋼管（4回目）
- 永大産業（3回目）
- 藤和不動産（3回目）
- トヨタ自工（3回目）

### 北海道
- 札幌大学（2回目）

### 東北
- 岩手教員団（初出場）

### 関東
- 早稲田大学（14回目）
- 中央大学（12回目）
- 法政大学（6回目）
- 読売クラブ（初出場）

### 北信越
- テイヘンズFC（2回目）

### 東海
- 名古屋クラブ（5回目）
- 本田技研（2回目）

### 関西
- 大阪商業大学（4回目）
- 田辺製薬（3回目）
- 電電近畿（2回目）
- 同志社大学（初出場）

### 中国
- 三井造船（初出場）

### 四国
- 帝人松山（5回目）

### 九州
- 九州産業大学（2回目）

## 試合

### 1回戦
- 中央大学 6-0 岩手教員団
- 帝人松山 1-2 電電近畿

### 2回戦
- 中央大学 0-2 日本鋼管
- 同志社大学 1-2 名古屋クラブ
- 本田技研 1-2 早稲田大学
- 九州産業大学 0-2 大阪商業大学
- 札幌大学 2-1 法政大学
- 三井造船 0-4 田辺製薬
- テイヘンズFC 0-5 読売クラブ
- 永大産業 2(PK3-0)2 電電近畿

### 3回戦
- 古河電工 0-1 日本鋼管
- 名古屋クラブ 2-5 ヤンマー
- トヨタ自工 1-0 早稲田大学
- 大阪商業大学 1-2 三菱重工
- 日立製作所 9-0 札幌大学
- 田辺製薬 0-1 東洋工業
- 藤和不動産 3-2 読売クラブ
- 永大産業 1(PK3-1)1 新日本製鐵

### 準々決勝
- 日本鋼管 0-3 ヤンマー
- トヨタ自工 1-2 三菱重工
- 日立製作所 1-2 東洋工業
- 藤和不動産 0-1 永大産業

### 準決勝
- ヤンマー 2-0 三菱重工
- 東洋工業 1-2 永大産業

### 決勝
- ヤンマー 2-1 永大産業